# 三国丸 (廻船)

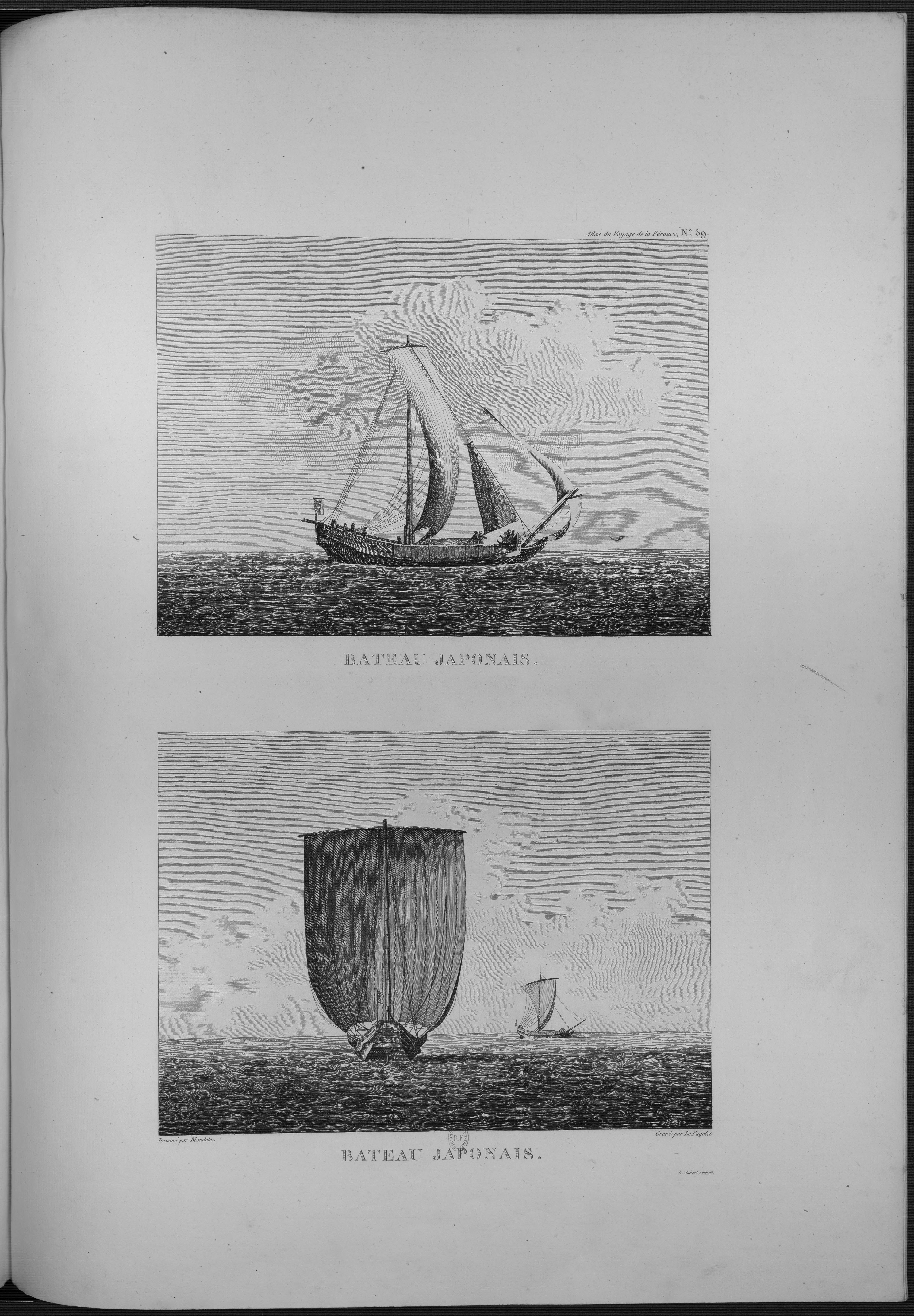
ラ・ペルーズ伯ジャン＝フランソワ・ド・ガローの探検隊が目撃した三国丸。スパンカーは展帆されておらず、帆柱・桁も収納されている。

廻船としての三国丸（さんごくまる）は江戸時代後期に江戸幕府が建造した船で、日本・中国・オランダの三国の特徴を併せたと言う意味で付けられた。

## 建造の背景
三国丸が建造された背景には、当時幕政を主導した田沼意次が行った輸出拡大政策がある。天明2年（1782年）11月、幕府は当時のオランダ商館長イサーク・ティチングに対して、バタビアから西洋船建造と操帆の技術指導のため要員派遣を打診した。ティチングは船大工の余裕が無いことを理由にこれを断り、対案として日本人派遣を提案したが、鎖国令を根拠に拒否されている。翌3年（1783年）9月に幕府は再度西洋船の操船・操帆の技術指導等を打診すると共に、大坂から長崎へ銅を輸送する廻船の難破が多いことを挙げ、オランダ船の模型と船大工の派遣を求めている。ティチングはこれら西洋船の技術導入を廻船難破の対策と結びつけており、一度離日した後の天明4年（1784年）7月に模型を引き渡したが、田沼意知暗殺で頓挫したと認識していた。
しかし実際には廻船難破の対策は以降も継続しており、結果として三国丸建造に至ったと海事史学者の安達裕之は推察している。この間に積み荷が銅から俵物へ、船型も西洋船から和洋中の折衷船になっている。この理由として前者は産出銅の減少と、俵物の産地である北陸・松前から長崎への航路、特に晩秋以降の日本海の荒れ模様から耐航性が求められたためである。また後者については折衷船建造を提唱した遠見番原才右衛門が10月28日に、次のように三者の利点・欠点を挙げ、三者の折衷船が良いと提唱している。
- 日本船
  - 利点…起倒式の帆柱が便利、逆風帆走性が良好。
  - 欠点…大きな一枚帆により強風で帆が破られたり、帆柱を切ることになる。また水密甲板がないので荒天時は港に退避する必要がある。
- 中国船
  - 利点…船体構造が丈夫で、荒天時でも航行可能。
  - 欠点…追風しか航行できない（実際にはジャンク帆は優れた逆風航行能力を有する）。
- 西洋船
  - 利点…航行性に優れる。
  - 欠点…帆柱・帆桁に登り操帆する方法が日本人に不向き。

この提案に対し、勘定方は原に雛形を作らせた。雛形が11月18日に完成すると腹はそれを見せて説明を行い、12月6日には194貫の見積書を提出している。その後幕府は原の案を採用し、原は建造地の大坂へ派遣された。この頃には建造費は150貫程度に出来ていたようであり、原は高額となるなら長崎での建造を希望すると述べている。入札が実施されたかどうかは定かではないが、天明6年（1786年）3月に188貫と159貫の見積書を出した尼崎屋吉左衛門は実績のある船大工であり、建造にあたる大阪の銅座は尼崎屋を指名したものとも思われる。そして、尼崎屋は安い方の価格で受注したものと考えられる。

## 要目
- 全長…90尺（27.3m）
- 幅…24尺（7.3m）
- 深さ…11尺（3.3m）
- 積石数…1,500石積み

建造費は銀159貫（1両＝60匁として2,650両）で、同時期に幕府が建造した850石積み弁才船の1,230両に比較して、石当たり2割程割高だった。三国丸の復元は石井が行い、次の特徴があったとしている。

### 船体
船底材の航（かわら）は膨らんだ形をしており、隔壁と肋材と共に骨格を形成し外板を貼り付けている。この船体構造を海事史学者の石井謙治は中洋の折衷型としているが、安達は肋材の使用はジャンクに見られるとしてジャンクの構造としている。ただし船首については隔壁に所以する平らな形状ではなく、船首材として関船・弁才船と同じ水押が取り付けられ、凌波性の向上が図られている。

### 上部構造物
弁才船と同じ矢倉造りだが、弁才船が船体中央部を積載量増大のため、水密甲板を廃しているのに対し、船体前部の伝馬船搭載部直後から船尾まで惣矢倉による水密甲板としている。舵は和式だが、支持方法は西洋式である。

### 帆装
本帆（25反）と弥帆に相当する遣出帆（8反）は弁才船と同じ1枚ずつだが、これ以外にジブ（9反）2枚と、下桁の無いスパンカー（6反）1枚を備える。原の草案では主帆柱に帆が2枚2段あったが、操帆が困難なため1枚になったと考えられる。

## 就航と破船
天明6年（1786年）11月に幕府は「三国丸」の就航を各地に通達した（なお、この頃には意次は既に失脚していた）。「三国丸」は長崎会所に所属した。翌年4月16日（1787年6月2日）、隠岐の北西でフランス海軍のラ・ペルーズ率いる「ブソール」と「アストロラブ」が、処女航海を終え俵物を積み長崎へ向かう「三国丸」に遭遇した。この時「三国丸」の絵が描かれている。ラ・ペルーズ隊はその後消息を絶つが、絵は寄港地で降りた通訳のレセップスが持ち帰ったため残ることとなった。
「三国丸」は建造費が割高の船であったが、数年間運用すれば傭船を運用するよりも経費が削減できるはずであった。しかし、就航から3年後の天明8年（1788年）9月18日に函館を出港後、暴風に遭遇し、10月2日に佐渡沖まで流された際に舵を破損し、帆柱も切り倒したため、乗組員は艀で飛島へ避難した。「三国丸」は出羽国赤石浜（秋田県にかほ市金浦赤石）に漂着して破船となっている。
石井は、弁才船は冬季運航不可能で年一往復に留まっていたことから、冬季も運航でき年二往復可能な船として「三国丸」が建造されたが、これが難破に繋がったとしている。しかし安達は冬期に航海せずとも弁才船で年2回の往復が行われたとして、冬期の航海は2回めの往復時は俵物の昆布が新物故に収穫が6月土用になり、十分な量を積み込むには航海が晩秋にずれ込んだためとしている。三国丸の建造は荒れる冬期の日本海を安全に航海するためであったが、冬の日本海には三国丸も屈することになった。早期の破船により経費も回収できなかった幕府は、以後は三国丸と同型船の建造は行ず、従来の傭船による俵物輸送へ回帰した。
ただし、寛政11年（1799年）に建造され、翌年7月に破船した神風丸初めとするロシア南下に応じて幕府が建造した船の中には、帆装こそ和式（ただし帆柱は4本から5本の例がある）だが、船体はジャンクに水押、上部構造物は総矢倉という形式があり、安達はこれらを三国丸に影響されたものとしている。なお、三国丸を建造した尼崎屋では、幕府に命じられた高田屋嘉兵衛の注文で総矢倉の弁才船（似関船）が建造された。更に、三国丸のジブとスパンカーの組み合わせは明治時代以降の合の子船で復活をしている。